# České země za vlády Přemyslovců
Český stát za vlády Přemyslovců je historické období českých zemí, resp. svazku státních útvarů, kterým vládli panovníci z dynastie Přemyslovců (personální unie), někdy označovaného jako přemyslovský stát. Přemyslovci původně vládli od 9. století pouze v Čechách jako knížata, ale v průběhu 10. století k nim zásluhou Boleslava I. byly připojeny také Morava a Slezsko. Tomuto soustátí vládli od roku 1198 jako králové, až do roku 1306, kdy definitivně vymírají. Přemyslovský stát byl podřízen Východofranské říši a později se stal součástí Svaté říše římské. Soudržnost zemí stmelil v roce 1348 svými bulami Karel IV. z dynastie Lucemburků, kterými je spojil do Zemí Koruny české.

## Historie

### Počátky českého státu
Rané počátky českého státu jsou zahaleny tajemstvím. V době, kdy na Moravě vznikla rozlehlá říše, Čechy nebyly sjednoceny pod vládou jediného panovníka. Existovalo zde několik menších celků, v jejichž čele stáli místní náčelníci – knížata Čechů. Po určité době se mezi nimi prosadili jako nejsilnější vládci ze středočeského rodu Přemyslovců, který svůj původ odvozoval od bájných předků Přemysla Oráče a kněžny Libuše.
První přemyslovský kníže, o kterém se dochovaly záznamy v dobových písemnostech, se jmenoval Bořivoj I. a žil koncem 9. století. V té době se Čechy dostaly do vlivu mocného velkomoravského knížete Svatopluka. Bořivoj se mu podřídil a nechal se společně se svou ženou Ludmilou na Moravě pokřtít. Křest přijali pravděpodobně z rukou arcibiskupa Metoděje.
Do Čech se Přemyslovec vrátil jako místodržící moravského panovníka, a měl tak být nadřazen ostatním českým knížatům. Tehdy pravděpodobně sídlil na hradišti Levý Hradec, kde nechal vybudovat první křesťanský kostel sv. Klimenta. Vzápětí proti němu vypuklo povstání vedené jistým Strojmírem, kvůli kterému musel nejprve utéct zpět na Moravu, ale následně se Svatoplukovou pomocí se mu podařilo povstání potlačit. Poté dal na důkaz díků postavit další křesťanský kostel, zasvěcený Marii. Ten se stal první křesťanskou sakrální stavbou na ostrožně Pražského hradu.
Pravděpodobně za vlády Bořivojova syna Spytihněva I. (vládl 894–915) byla celá plošina ostrohu obehnána obranným valem a vznikl zde knížecí palác. Tak byly položeny základy Pražského hradu, kam přesídlil kníže se svojí družinou z Levého Hradce. Praha se stala centrem rodícího se českého státu. Z Pražského hradu a dalších hradišť ve středních Čechách (uvažuje se o Levém Hradci, Budči, Mělníku, Staré Boleslavi, Lštění, Tetíně a Libušíně) začali přemyslovští vládci spravovat okolní území, kde si postupně podřídili místní obyvatele a přiměli je k odvádění dávek. Tento prvotní státní útvar bývá nazýván knížecí rodové patrimonium. Po Svatoplukově smrti zanikla svrchovanost Moravy nad Čechami a česká knížata se dostala do vlivu Východofranské říše.

### Christianizace

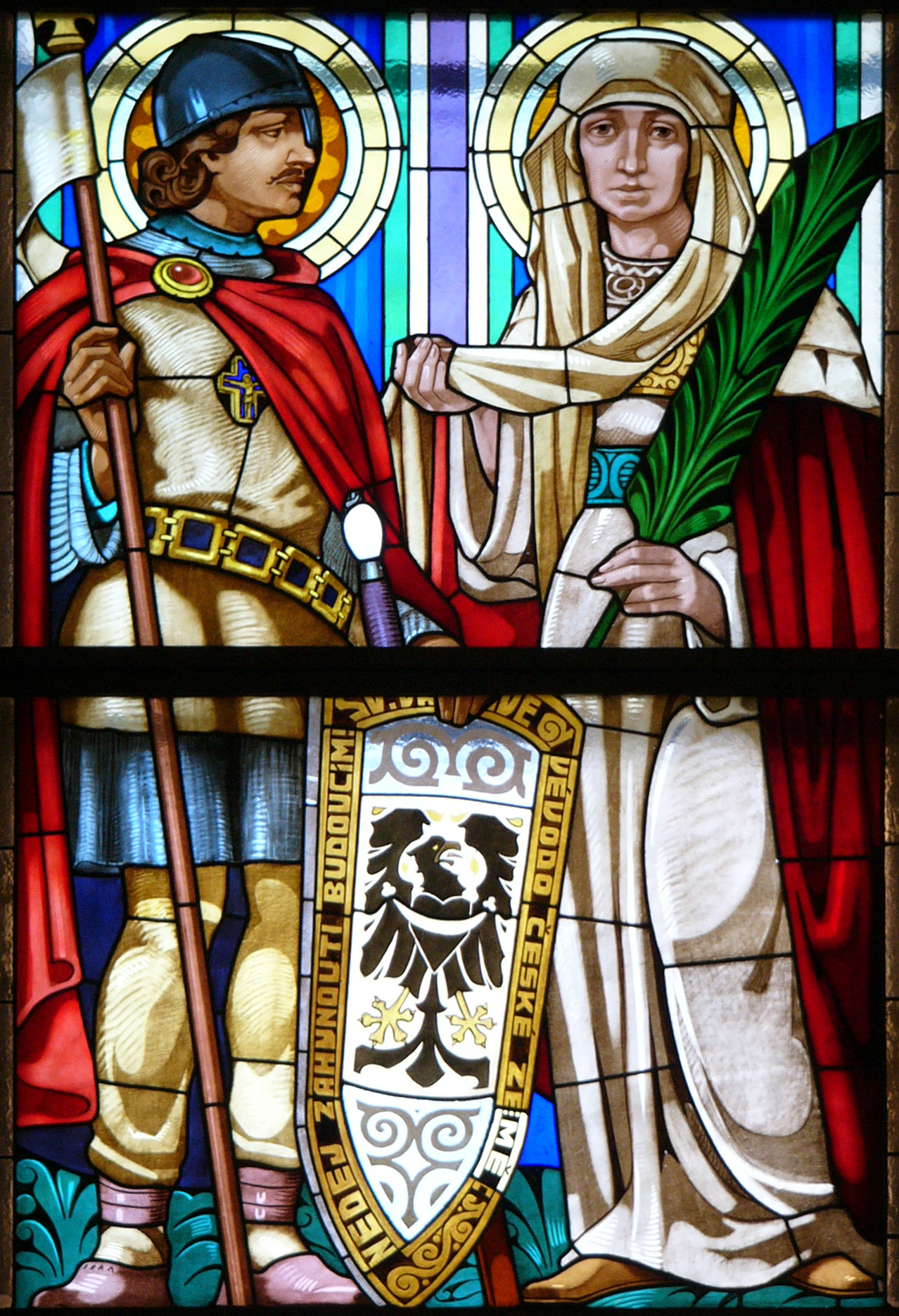
Svatý Václav a sv. Ludmila v kostele sv. Cyrila a Metoděje. Idealizované zobrazení, v době smrti Ludmily bylo Václavovi asi 14 let. Na štítu je zobrazena orlice, erb dynastie Přemyslovců.

Tak jako jinde v Evropě mělo také na utváření českého státu důležitý vliv křesťanství. Kronikář Kosmas spojil jeho příchod do Čech s pokřtěním knížete Bořivoje na Moravě. Dnes je však známo, že křesťanství se k nám šířilo už pár desítek let předtím z Franské říše.
Všichni přemyslovští panovníci, Bořivojem počínaje, se stali křesťany. Křesťanství upevňovalo jejich postavení, nicméně christianizace společnosti, především na venkově postupovala pomalu a plné pokřestění obyvatel českých zemí přišlo až s tzv. druhou vlnou christianizace ve 13. století.
Každý křesťanský stát a jeho panující rod získaly časem svého patrona, světce, k němu se velmoži i lid obraceli v těžkých chvílích o pomoc. Tito „nebeští“ ochránci pocházeli často z vládnoucí dynastie. Patrony českého státu a dynastie Přemyslovců se stali sv. Václav a jeho babička sv. Ludmila.
První křesťanské kostely byly vybudovány koncem 9. století na knížecích sídlech (Levý Hradec, Pražský hrad). Mnoho kostelů nechal později vystavět na nově zakládaných správcovských hradech Boleslav I., kde hrály důležitou roli nejen v církevní, ale i světské správě. Od 11. století se stavěly rotundy a baziliky v románském slohu.
Jako druhá křesťanská stavba vznikla na Pražském hradě bazilika sv. Jiří (vystavěna za vlády Vratislava I.), dočasně se stala hlavním kostelem knížecího paláce i celých Čech. Zanedlouho zde nechal kníže Václav vystavět ještě rotundu sv. Víta, do níž uložil ostatky tohoto světce, které získal darem od východofranského krále Jindřicha Ptáčníka. Mezi nejznámější dochované románské objekty v Česku patří rotunda sv. Jiří na hoře Řípu nebo rotunda sv. Martina na Vyšehradě.

### Říše Boleslava I.

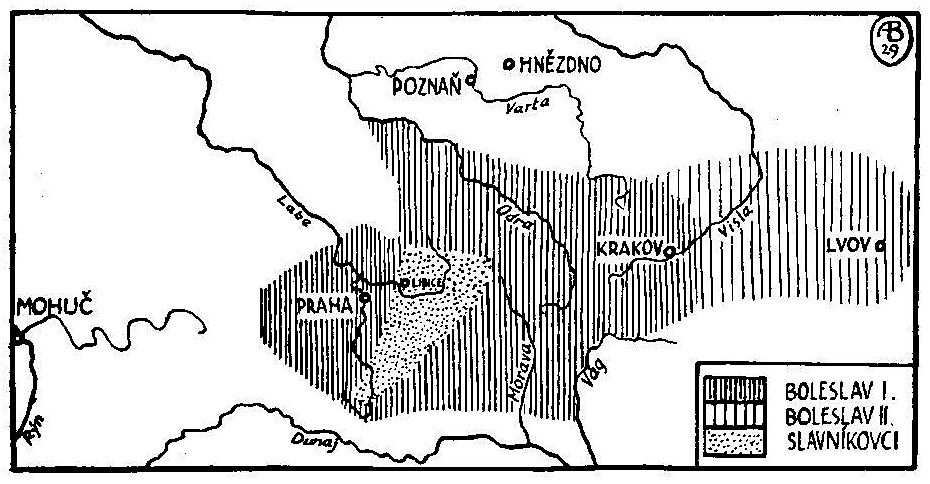
Území ovládané českými knížaty v druhé pol. 10. století.

Erb dynastie Přemyslovců

Významnou úlohu v procesu formování českého státu sehrál Boleslav I. (vládl 935–972), který nastoupil vládu po zavraždění svého staršího bratra knížete Václava. Zatímco za Václavovy vlády byla nově dobytá území připojována k přemyslovskému státu jen volně (byla zde ponechána místní knížata a obyvatelstvu byla uložena povinnost odvádět tribut), usiloval Boleslav o sjednocení celých Čech. Prostředkem bylo zavádění hradské soustavy.
Na nově dobytých územích nechal Boleslav stavět hrady, do nichž dosazoval své správce (kastelány), vojenské posádky, a při nichž zřizoval archipresbyteráty. Prostřednictvím této hradské správy pevně ovládal a řídil celou zemi.
Tento postup mu umožnila skutečnost, že se postavení Přemyslovců ve středních Čechách za jeho třicetiletého panování natolik upevnilo, že si mohl dovolit vybírat od zdejších obyvatel pravidelné daně. Daň představovala poplatek za ochranu, kterou kníže svému lidu poskytoval. Ze získaných prostředků zřídil a vydržoval početnou a dobře vyzbrojenou družinu (uvažuje se až o několika tisících bojovníků). Upevnění moci uvnitř státu umožnilo Boleslavovi zahájit výboje, během nichž připojil Slezsko, Krakovsko a Moravu. Otázkou zůstává, jak opravdu významným mezníkem bylo vyvraždění Slavníkovců v roce 995, tradičně udávané za konec jediného Přemyslovcům konkurenceschopného knížecího rodu v Čechách.
Po smrti Boleslava II. (999) se postavení českého státu v důsledku rozbrojů mezi jeho následníky spojených s pohanskou reakcí značně zhoršilo. Slabosti panovnické moci využil polský kníže Boleslav Chrabrý a na český trůn dosadil záhadného příbuzného Přemyslovců Vladivoje (vládl 1002–1003). Kníže chtěl upevnit svoje nejisté postavení, proto požádal německého krále, aby mu udělil Čechy v léno. Tím umožnil začlenění českého státu do Svaté říše římské.

### Pražské biskupství
Zpočátku se křesťanské Čechy nacházely pod církevní správou biskupství v bavorském Řezně. Roku 973 dosáhl Boleslav II. založení biskupství v Praze, které bylo podřízeno mohučskému arcibiskupovi. Zřízení samostatné církevní organizace posílilo mezinárodní postavení utvářejícího se českého státu a prestiž jeho panovníka. Kníže i jeho nástupci darovali pražskému biskupství rozsáhlé pozemky s poddanými, aby ho hmotně zajistili. Biskupy považovali za své služebníky a prosadili si rozhodující vliv na jejich výběr. Biskupským kostelem a tím i nejvýznamnější církevní stavbou v zemi se stala rotunda sv. Víta.
Jako první usedl na pražský biskupský stolec saský kněz Dětmar a po něm Slavníkovec Vojtěch. Ve své době patřil k nejvzdělanějším mužům Evropy a byl přítelem císaře Otty III., který byl jeho příbuzným. Dlouhá léta žil v říši, kde studoval na církevních školách. Poměry v Čechách, kde se prostí venkované jen pozvolna ztotožňovali s křesťanským učením a dlouho lpěli na pohanských zvyklostech, ho silně zklamaly. Marně se snažil přimět knížete a jeho dvůr, aby žili jako praví křesťané. Na znamení nesouhlasu s jejich chováním opustil dvakrát Čechy. Uchýlil se do Říma a vstoupil zde do kláštera. Později se vypravil šířit víru do Pobaltí mezi pohanské Prusy, kteří ho zabili. Byl prohlášen za svatého a stal se dalším z řady českých patronů.
K církevní organizaci patřily neodmyslitelně také kláštery. Jako první v Česku vznikl ženský benediktinský klášter u baziliky sv. Jiří na Pražském hradě (kolem roku 970). Jeho představenou (abatyší) se stala sestra Boleslava II. Mlada. Nedlouho nato založili benediktinští mniši, které přivedl do Prahy z Itálie biskup Vojtěch, mužský klášter v Břevnově u Prahy (993). Kláštery se staly významnými středisky kultury a vzdělanosti. Při biskupstvích a klášterech se zřizovaly první školy, které sloužily výchově budoucích kněží. Vyučovalo se latinsky. Kostely a kláštery zakládali zpočátku výlučně členové panovnické dynastie, od konce 11. století také šlechtické rody.

### Království

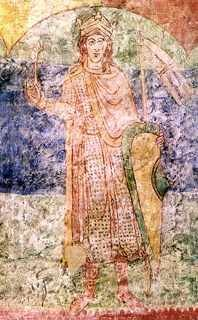
Vratislav II.

Ačkoliv na dědičný královský titul musely Čechy čekat až do roku 1198, respektive 1212 (kdy byl definitivně potvrzen), známe i dva předchozí krále.
Vratislav II. (vládl 1061–1092) se během své vlády stal účastníkem nelítostného boje mezi císařem Jindřichem IV. a papežem Řehořem VII. o investituru Ve sporu hájil císařovu stranu. Odměnou za to mu Jindřich IV. udělil osobní královský titul, který papež samozřejmě nepotvrdil. Jako Vratislav I. byl roku 1086 v Praze slavnostně korunován prvním českým králem.

Znak Českého království (nejstarší vyobrazený znak je z roku 1270)

Vladislav II. (vládl 1140–1172), vnuk krále Vratislava, se stal blízkým spojencem římského císaře Fridricha I. Barbarossy, který usiloval ovládnout Itálii. Kníže mu při tom vydatně pomáhal. Čeští bojovníci se nejednou vyznamenali v boji, zvláště při obléhání Milána. Když se město vzdalo, konala se zde slavnostní mše, při které byl Vladislav II. korunován za odměnu roku 1158 českým králem.
Dlouhá Vladislavova vláda přinesla českým zemím nemalý rozkvět. Jeho rodinné a politické styky se zahraničím otevřely cestu mnohým kulturním vlivům, které přicházely do Čech ze západu. Na druhé straně se pouze dynastické motivy ztotožnění s politikou říše ukázaly jako příliš úzké. Dokazuje to následující čtvrtstoletý úpadek panovnické moci, s Vladislavovou vládou nerozlučně spojený.
Vladislav v roce 1172 abdikoval ve prospěch syna Bedřicha. Začal 25 let trvající boj o post českého knížete. O nejvyšší post v zemi se hlásili také synové Soběslava I. – na Přimdě vězněný Soběslav (II.), nejstarší tehdy žijící Přemyslovec, Oldřich a Václav. Oporu našli u císaře Fridricha I. Barbarossy (Vladislav II. očividně přecenil vděk císaře, kterému léta věrně sloužil). Vladislavův titul byl zřejmě dědičný (o výklad příslušných pramenů se vedou spory), ale jeho nástupcům se jej nepodařilo udržet – především díky mocenským zásahům Barbarossy do českých záležitostí.

### Poslední Přemyslovci

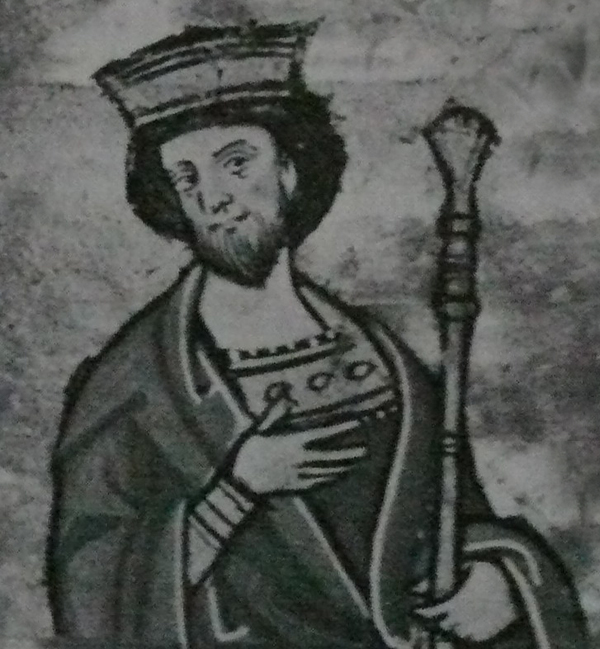
Přemysl Otakar I.
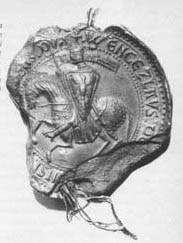
Václav I.
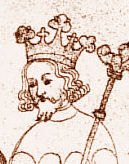
Přemysl Otakar II.
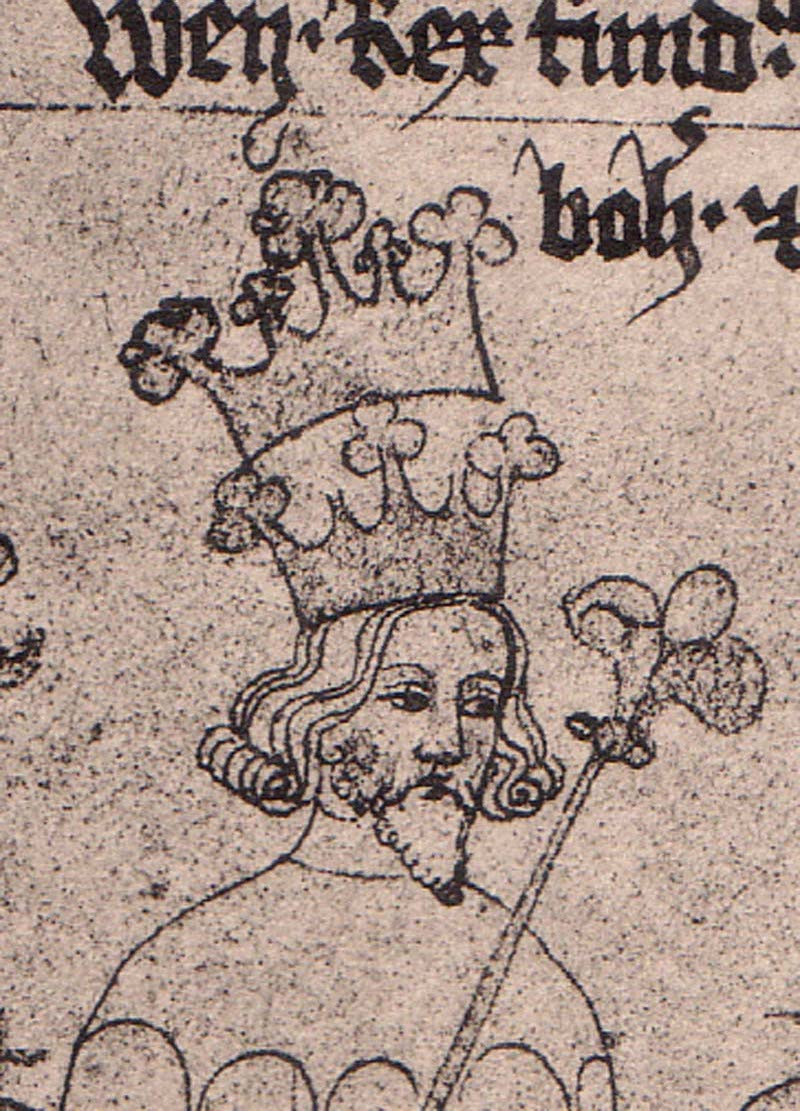
Václav II.
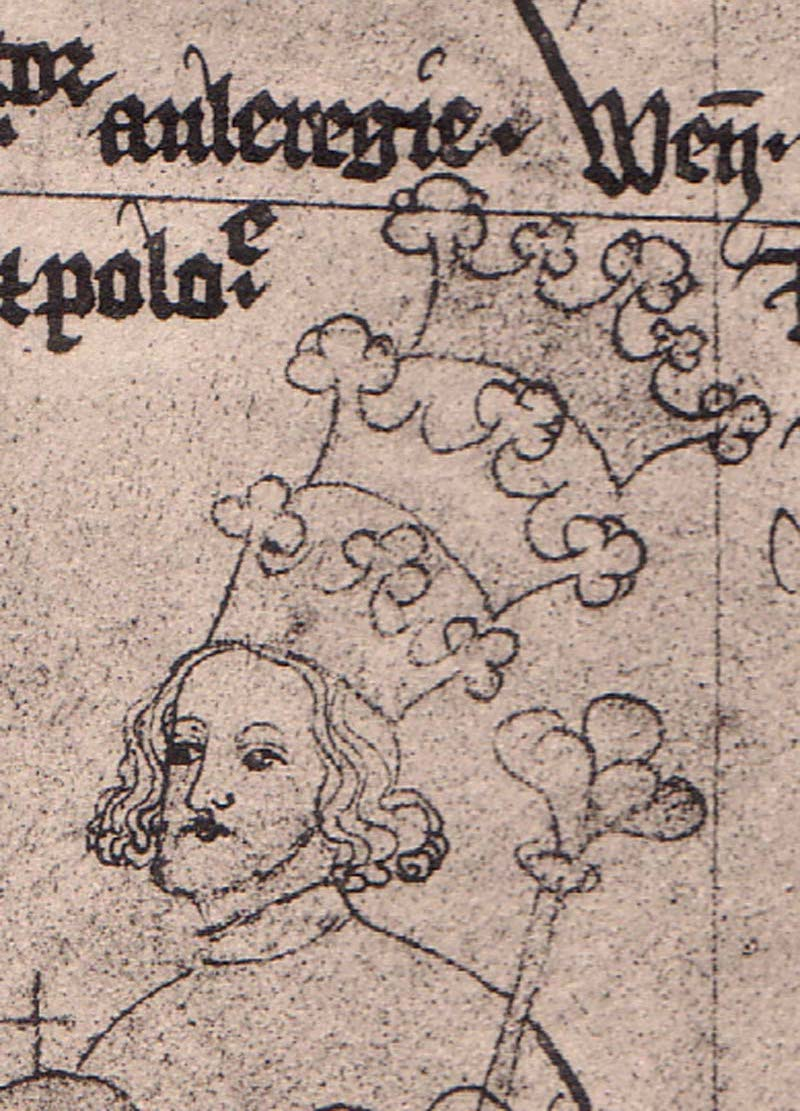
Václav III.

Již v 2. polovině 12. století, ale především ve 13. století proběhly zásadní hospodářské a společenské změny, které stály u přerodu z raně středověkého ve vrcholně středověký stát. Již v 2. polovině 12. století se uvažuje o vzniku pozemkové šlechty a počátcích mnoha významných šlechtických rodů dob pozdějších. Během 13. století pak tyto rody získávají zásadní podíl na politické moci, jejich společenské postavení bylo navenek mimo jiné prezentováno i hrady, které začaly vznikat ve 40. letech 13. století.
Počátkem 13. století se k vládě dostává schopný diplomat Přemysl Otakar I., za jehož vlády se ze spíše okrajové země začala stávat středoevropská velmoc.
Od roku 1215 začaly emancipační snahy církve, která se snažila o majetkovou nezávislost na svých světských dárcích a prosazení vlastního právního rámce pro osoby s církevní organizací spojenými. Toto úsilí bylo úspěšně dovršeno v roce 1222 Velkým privilegiem české církve, které do budoucna určilo postavení církve v rámci společenského organismu.
Přemyslovští králové počínaje Přemyslem I. začali zvát do českých zemí německé kolonisty – území bylo v té době osídleno řídce, německým řemeslníkům se ti čeští nemohli rovnat a panovníkům zajistili další příjmy z daní. Zintenzivnila se kolonizace dosud neosídlených oblastí, ve 13. století se kolonizační proces posílil i o nově příchozí ze Slezska, resp. na jihu z rakouských zemí. Během 13. století také vznikla první lokovaná města, i když o aglomeracích v blízkosti hradských center plnících aspoň částečně funkce měst se uvažuje už i pro dobu dřívější.
S vládou Václava I., Přemyslova syna, je spojena změna víceméně obranné české politiky na ofenzivní. Společně se svým synem Přemyslem se mu podařilo na čtvrt století připojit k českému království rakouské země. Přemysl Otakar II. je tragickou postavou nejen českých, ale potažmo i evropských dějin. Vytvořil budoucí jádro podunajské monarchie (který bude tvořit Svatá říše římská, Rakousko a země české a uherské koruny). Ve 13. století ale nebyla panovnická moc zdaleka tak silná jako o 250 let později.
Po silném otřesu české státnosti následujícím po bitvě na Moravském poli moc v Rakousku pevně drželi Habsburkové a Přemyslův syn Václav II. obrátil svou pozornost na sever a východ, kde se mu podařilo získat polskou a uherskou korunu. Přemyslovci by ale nikdy nemohli dosáhnout všech svých úspěchů bez jihlavského a kutnohorského stříbra – v době Václava II. se v Čechách těžilo asi 40 % stříbra v Evropě.
Jediná původní česká panovnická dynastie vymřela po meči českým, polským a uherským králem Václavem III. za nevyjasněných okolností 4. srpna 1306.